# Гиндо, Дауда
Дауда́ Гиндо́ (фр. Daouda Guindo; 14 октября 2002, Мали) — малийский футболист, защитник клуба «Ред Булл» и сборной Мали.

## Карьера
Дауда — уроженец Мали, воспитанник местной команды Гидарс. Был обнаружен скаутами «Ред Булла» и в январе 2021 года подписал с клубом четырёхлетний контракт, покинув родную страну. Сразу же после оформления трансфера был отправлен в фарм-клуб «Зальцбурга» - «Лиферинг». 12 февраля 2021 года защитник дебютировал во второй австрийской лиге в поединке против «Аустрия Лустенау», выйдя в стартовом составе и проведя на поле весь матч. Всего в дебютном сезоне Дауда сыграл 16 игр, сразу же став игроком основы. Вместе с командой завоевал второе место.
Подготовку к сезону 2021/2022 Гиндо проводил вместе с основной командой, принимал участие в товарищеских встречах. 16 июля 2021 года он дебютировал за «Ред Булл» в поединке Кубка Австрии против вельской «Герты». Спустя неделю 23 июля 2021 года Гиндо дебютировал и в австрийской Бундеслиге, появившись на поле на замену на 74-й минуте вместо Андреаса Ульмера в поединке первого тура против «Штурма». Выйдя ещё раз на замену в поединке с «Ридом», отправился играть обратно в «Лиферинг».

## Статистика выступлений
| Клуб             | Сезон            | Лига             | Лига  | Лига | Кубок | Кубок | Междунар. | Междунар. | Всего | Всего |
| Клуб             | Сезон            | Лига             | Матчи | Голы | Матчи | Голы  | Матчи     | Голы      | Матчи | Голы  |
| ---------------- | ---------------- | ---------------- | ----- | ---- | ----- | ----- | --------- | --------- | ----- | ----- |
| Лиферинг         | 2020/2021        | Вторая лига      | 16    | 0    | 0     | 0     | 0         | 0         | 16    | 0     |
| Лиферинг         | 2021/2022        | Вторая лига      | 3     | 0    | 0     | 0     | 0         | 0         | 3     | 0     |
| Ред Булл         | 2021/2022        | Бундеслига       | 2     | 0    | 1     | 0     | 0         | 0         | 3     | 0     |
| Всего за карьеру | Всего за карьеру | Всего за карьеру | 21    | 0    | 1     | 0     | 0         | 0         | 22    | 0     |